# .475 No 2 Nitro Express
El .475 No 2 Nitro Express es un cartucho de fuego central para rifle desarrollado en Gran Bretaña por los Hermanos Eley a inicios del siglo 20, como calibre de caza mayor de animales peligrosos. 

## Diseño
El .475 No 2 Nitro Express es un cartucho que ostenta un casquillo en forma de botella con un anillo en la base, diseñado solo para ser usado en rifles de dos cañones. Es un cartucho muy grande: solo el casquillo vacío mide 3.5 pulgadas  (89 mm) y la máxima longitud del cartucho es de 4.26 pulgadas (108 mm).
La carga estándar dispara un proyectil de 0.483 pulgadas (12.3 mm) de diámetro a 2,200 pies por segundo (670 m/s), pero se comercializaban con dos alternativas de carga: de 80 granos (5.2 gramos) o granos (5.5 g) de cordita.

### .475 No. 2 Jeffery
W.J. Jeffery & Co. comercializaba una carga alternativa conocida como el .475 No. 2 Jeffrey, que disparaba un proyectil de calibre ligeramente mayor, de 0.489 pulgadas (12.4 mm), con un peso de 500 granos (23 gramos), a una velocidad inicial de 2,150 pies por segundo (660 m/s), con diferentes alternativas de cargas de cordita que variaban desde 75 granos hasta 85 granos. Jeffrey construía un rifle de doble acción especial para el .475 No. 2 Jeffrey, con un cañón de 24 pulgadas y que pesaba 11 libras (5 kg), siendo bastante ligero para un rifle de este calibre, pero que generaba un retroceso moderado.

## Historia
El .475 No. 2 Nitro Express es los diferentes cartuchos desarrollados por las armerías inglesas en respuesta a la prohibición de munición calibre .450 en India y Sudán, en 1907, resultando en el desarrollo de cartuchos con prestaciones muy similares como el .500/465 Nitro Express, .470 Nitro Express, .475 Nitro Express, y .476 Nitro Express.
Eley creó el .475 No 2 Nitro Express modificando el cuello del casquillo del .450 No. 2 Nitro Express, para alojar proyectil del .475 NO. Nitro Express.

### Aplicación Militar
En 1914 y a principios de 1915, durante la Primera Guerra Mundial, los francotiradores alemanes venían causando bajas en el Ejército británico, protegiéndose detrás de escudos de acero que no podían ser atravesados por los cartuchos .303 británicos. En un intento de contrarrestar esta situación, la Oficina de Guerra británica adquirió sesenta y dos rifles deportivos de dos cañones del fabricante británico, incluyendo un .475 No. 2 Nitro Express. Estos rifles demostraron ser muy eficaces para penetrar los escudos de acero utilizados por los alemanes. En su libro Sniping in France 1914-18, MAJ H. Hesketh-Prichard, DSO, MC declaró «los agujerearon como si fueran de mantequilla».

## Uso
El .475 No. 2 Nitro Express es considerado como un cartucho adecuado para una amplia gama de presas de caza mayor en África y en la India, Con prestaciones muy similares al .450 Nitro Expresas, pero con un proyectil de calibre ligeramente mayor.
En su libro Rifles y cartuchos africanos, John "Pondoro" Taylor consideró al .475 No. 2 Nitro Express como «un calibre eminentemente satisfactorio y efectivo, ¡pero no hay que dejarse engañar por el tamaño de ese cartucho y creer que se tiene algo comparable con una bomba atómica!».
Debido a la bala de diámetro más grande, .475 No. 2 Jeffery no puede ser despedido a través de un rifle recamarado para un.475 No.2 Nitro Express.